# Madame Nhu
Trần Lệ Xuân ("Vacker vår"), allmänt känd som Madame Nhu, född 22 augusti 1924 i Hanoi, död 24 april 2011 i Rom, var en politisk aktör i Vietnam, gift med politiske rådgivaren Ngo Dinh Nhu och svägerska till president Ngo Dinh Diem. Hon fungerade som Vietnams första dam under sin ogifte svågers presidentskap 1955-1963 och deltog själv i politiken, även om hon rent formellt inte innehade någon post.

## Tidigt liv
Madame Nhu var född i en adlig familj som dotter till Trần Văn Chương och Thân Thị Nam Trân. Hennes far var jurist och tjänstgjorde både i den franska kolonialadministrationen och under den japanska ockupationen, och hennes mor var medlem av kejsarfamiljen som kusin till kejsar Bảo Đại. Hon växte upp i Hanoi, där hon studerade på den franska skolan Lycée Albert Sarraut, men avslutade aldrig sina studier. Hennes första språk var franska, och hon kunde inte skriva vietnamesiska. Hon gifte sig 1943 med den adlige akademikern Ngô Đình Nhu och konverterade då från buddhismen till sin makes religion, katolicism. Under ett uppror av Viet Minh 1945 blev en av hennes svågrar mördad. Hennes make tvingades fly, samtidigt som hon tillsammans med sin svärmor och dotter hölls fången i flera månader.

## Sydvietnams "första dam"
När Franska Indokina upplöstes 1954 utnämndes hennes svåger Ngo Dinh Diem till premiärminister av hennes mors kusin kejsaren. I valet året därpå kandiderade han framgångsrikt som republikansk kandidat, och efter sin valseger avskaffade han monarkin och tillträdde som första president i Norodompalatset i Saigon i södra Vietnam. Hennes make blev sin bror presidentens rådgivare, hennes far blev Sydvietnams ambassadör i USA, hennes mor landets observatör i FN, och hennes farbröder/morbröder ministrar. Själv flyttade hon in i presidentpalatset med sin familj, och eftersom hennes svåger presidenten var ogift, kom hon att fylla den representativa rollen som så kallad "första dam". 
Som första dam talade hon ofta med inhemsk och utländsk press och höll offentliga tal och blev känd för sin klädstil: en mer vågad version av den traditionella vietnamesiska långklänningen, som satt snävt i stället för löst och var djupt urringad snarare än höghalsad. Hon beskrivs som en skönhet, bar alltid ett diamantkrucifix och lät sig köras omkring i en svart Mercedes: vid högtidliga tillfällen klädde hon sig ofta i röda vietnamesiska pantalonger med vertikal plissé, vilket var den traditionella klädseln för kvinnor med högst status vid det vietnamesiska kejsarhovet. 

## Politiskt inflytande
Trots att hon formellt inte innehade någon politisk roll, hade hon stort inflytande över regeringsarbetet. Hon förespråkade och lät indirekt framgångsrikt införa en rad "morallagar" som förbjöd danshallar, skönhetstävlingar, boxningsmatcher, djurhetsning, bordeller, opiumhålor, skilsmässor, äktenskapsbrott, preventivmedel och aborter. 
Hennes lagreformer var ogillade och utsatte henne för hån. Hon anklagades för hyckleri, med tanke på sin urringade klädsel och omryktade otrohet, och anklagades för att ha förbjudit skilsmässor för att hindra hennes systers make från att ta ut skilsmässa, eftersom denne svåger var mycket förmögen och familjen inte ville släppa hans förmögenhet ur släkten. 
Som person beskrivs Madame Nhu som skrytsam och makthungrig, och hennes arrogans och stridslystna attityd gjorde henne impopulär. Hon ska enligt uppgift ha utsatt både sin make och sin svåger presidenten för psykisk misshandel och dominerat dem med sitt aggressiva temperament: hon var också känd för att tvinga medlemmar av regeringen att gå med på hennes förslag genom att skrika åt dem och skälla ut dem tills de höll med. 
Madame Nhu ansåg att det var hennes familjs öde att rädda Sydvietnam. Hon sade en gång: "Makt är underbart. Total makt är totalt underbart". Hon förklarade att hon tänkte ta itu med all opposition mot sin svåger: "Vi kommer att spåra fram, oskadliggöra och förinta alla dessa skabbiga får", och förklarade att hon inte var rädd: "Jag är inte direkt rädd för döden. Jag älskar makt, och i livet efter detta har jag chansen att bli rentav mäktigare än jag är nu." 
Hon grundade en paramilitär kvinnoorganisation, Kvinnornas Solidaritetsrörelse, som hon använde som sitt personliga politiska talorgan, och tvingade fruarna till alla högre ämbetsmän och politiker att gå med. Hon lät också resa en staty av Vietnams nationalhjältinnor, Trungsystrarna, med sitt eget ansikte skulpterade på deras statyer till en kostnad av 20.000 dollar, en enorm summa med tanke på landets små resurser och stora behov av utveckling. 
USA:s försvarsminister Robert McNamara beskrev henne: "Jag såg Madame Nhu som intelligent, handlingskraftig och vacker, men också som diabolisk och intrigant - en riktig häxa". Den franske journalisten François Sully skrev att hon var: ".. nedlåtande, och besatt av en makthunger som vida överstiger till och med hennes makes... Det är ingen överdrift att säga att Madame Nhu är den mest avskydda personligheten i Sydvietnam", medan den amerikanske konsulten Wesley Fishel kallade henne: "briljant, livlig, en satmara och brutal på ett Borgialiknande sätt", och att hon och hennes make var onda influenser som korrumperade regimen. I pressen kallades hon för "Drakdamen", "Lucretia Borgia" och "bidrottningen", och hånades för sitt sätt att demonstrera sitt inflytande.

## Buddhistkrisen
I februari 1962 utsattes presidenten och familjen Nhu för ett attentatsförsök genom att två piloter, Nguyễn Văn Cử och Phạm Phú Quốc, bombade presidentpalatset, men de undkom alla utan allvarliga skador.
Attentatsförsöket ledde till att familjen skärpte kontrollen över pressen och intensifierade jakten på motståndare. 
Den 8 juni 1963 utfärdade Madame Nhu ett uttalande som fördömde buddhisterna som förrädare på grund av deras vägran att välja sida och deras neutralitetsprincip i kampen mellan Sydvietnam och Nordvietnam. Orsaken var att presidenten då hade ombetts utfärda en offentlig ursäkt för de buddhistiska demonstranter som nyligen hade skjutits till döds av hans brors politiska polis. Hennes uttalande ledde till att buddhistmunken Thích Quảng Đức begick självmord genom att bränna sig offentligt på torget i Saigon. Madame Nhu kommenterade hans självmord genom att kalla det en grillfest och sade om buddhisterna: "Låt dem brinna så kommer vi att klappa händerna", och erbjöd sig att ge dem bränsle. Uttalandena har beskrivits som slutet för Diệmregimen och skapade den så kallade Buddhistkrisen. 
USA bad president Diem att ta avstånd från hennes uttalande eller förlora USA:s stöd, men Diem vägrade och anklagade buddhismunkarna för att vara regeringsfiender. Kort därefter stormades en rad munkkloster av säkerhetsstyrkorna, och när allmänheten försökte skydda munkarna sköts flera till döds och bortåt 200 personer skadades i sammandrabbningarna. Madame Nhu beskrev dagen som den lyckligaste i sitt liv och kallade buddhistmunkarna för kommunister och förrädare. Hennes föräldrar tog avstånd från henne offentligt och sökte asyl i USA. Hennes make reagerade med att säga att han skulle avrätta sin svärfar som förrädare, och att hans hustru skulle hjälpa till eftersom hon var en god patriot. 
Vid denna tidpunkt hade hennes agerande och offentliga uttalanden destabiliserat både Diemregimen inom landet och dess relation till sin understödspartner USA. Madame Nhu kritiserade öppet USA:s inflytande i Sydvietnam, och kallade även amerikanerna för kommunister. USA försökte utan framgång få president Diem att belägga henne med talförbud och sedan att förvisa familjen Nhu från landet. I september 1963 lämnade hon Sydvietnam för en officiell diplomatisk turné i Europa och USA i ett försök att lugna ned stämningen. Hon turnerade genom USA, där hon förklarade att buddhister var kommunistiska förrädare och att hon oskyldigt hade blivit utsett till syndabock för de misstag USA hade orsakat i Sydvientnam. Hennes far följde efter henne under hela turnén och tillbakavisade vad hon hade sagt i varje intervju och förklarade att hans dotter omedvetet och oavsiktligt hade blivit kommunisternas största propagandavapen. 
Madame Nhu befann sig fortfarande i USA den 2 november 1963, när hennes svåger president Diem och hennes make störtades och mördades i en statskupp ledd av general Dương Văn Minh med stöd av USA. Statyn av Trungsystrarna med hennes ansikte i Saigon revs ned och familjens egendom i Sydvietnam konfiskerades. Madame Nhu reste till Rom, där hon återförenades med sina barn, som hade evakuerats från Sydvietnam, och tillbringade resten av sitt liv i Frankrike.